# Ladyhawke (chanteuse)
Pour les articles homonymes, voir Ladyhawke.
Ladyhawke (née Philippa Brown en juillet 1979 à Masterton) est une chanteuse et auteure-compositrice-interprète néo-zélandaise. Elle se fait connaître par sa chanson Paris Is Burning qu'elle a composée après avoir passé un séjour à Paris, en France. Elle joue plus de dix instruments.
Son nom de scène fait référence au film homonyme réalisé par Richard Donner.

## Biographie

### Jeunesse
Originaire de Masterton, une ville près de Wellington, en Nouvelle-Zélande, Pip est issue d'une famille de musiciens, sa mère étant une chanteuse et son beau-père, un batteur. Pendant son enfance des maladies diverses et des allergies l'ont faite voyager entre l'hôpital et son domicile. À 10 ans, elle contracte une maladie présente chez les mouettes alors que le virus avait disparu de la Nouvelle-Zélande depuis 20 ans. Ses allergies aux antibiotiques, la pénicilline et des antihistaminiques ont compliqué ses traitements, l'ont mise dans le coma et ont failli la pousser à la mort. Elle ne tolère pas le lactose et on lui a diagnostiqué le syndrome d'Asperger. En 2008, elle déclare à ce sujet qu’il « ne faut pas en avoir peur ; certains ne se rendent pas compte qu’ils l’ont. J’ai seulement une forme mineure ». Brown explique avoir parfois quelques troubles durant les balances.
Au lycée, elle joue dans plusieurs groupes de grunge-rock. Après le lycée, elle emménage à Wellington.

### Two Lane Blacktop
Après le lycée, Philipa quitte Masterton pour Wellington. Elle forme le groupe Two Lane Blacktop avec des amis, elle y joue de la guitare. Elle décrit le groupe comme étant une fusion entre Iggy and the Stooges et The Clash. Le nom du groupe est issu d'un film qui porte le même nom. Two Lane Blacktop se sépare au moment où le batteur et le chanteur principal quittent le groupe. Philipa prend[Quand ?] l'avion pour Melbourne, en Australie.

### Teenager
Un jour après son arrivée à Melbourne, le musicien Nick Littlemore du groupe Pnau entend parler de Pip Brown et lui demande si elle est intéressée de rejoindre un groupe qu'il avait déjà nommé « Teenager », Philipa aime la musique de Nick et se décide à le rejoindre, ils travaillent ensemble pendant deux ans, Philipa déménage à Sydney pour se rapprocher du groupe et aussi des personnes avec qui elle s'était plu à écrire et jouer de la musique. Toujours avec Nick Littlemore, Philipa décide de quitter Teenager pour se concentrer sur un projet personnel qu'elle voulait développer, Ladyhawke.

### Carrière solo
« J'aime comment la musique évoque des souvenirs, j'ai voulu créer une méthode de compos qui feraient émerger ces sentiments de moi et de la personne qui l'écouterait pour la première fois. » dit-elle[réf. nécessaire]. Ladyhawke est sous l'influence des années 1980. Peaches à qui sa musique est comparée, remixe la chanson Paris Is Burning. Ladyhawke est aussi comparée à Cyndi Lauper, Pat Benatar, Kim Wilde, Annie, et New Young Pony Club[réf. souhaitée]. Elle est nommée au NME Music Awards dans la catégorie de la « meilleure artiste solo ». Christina Aguilera repris sa chanson My Delirium pour son prochain album. La réinterprétation est coproduite par le groupe electro, Ladytron.

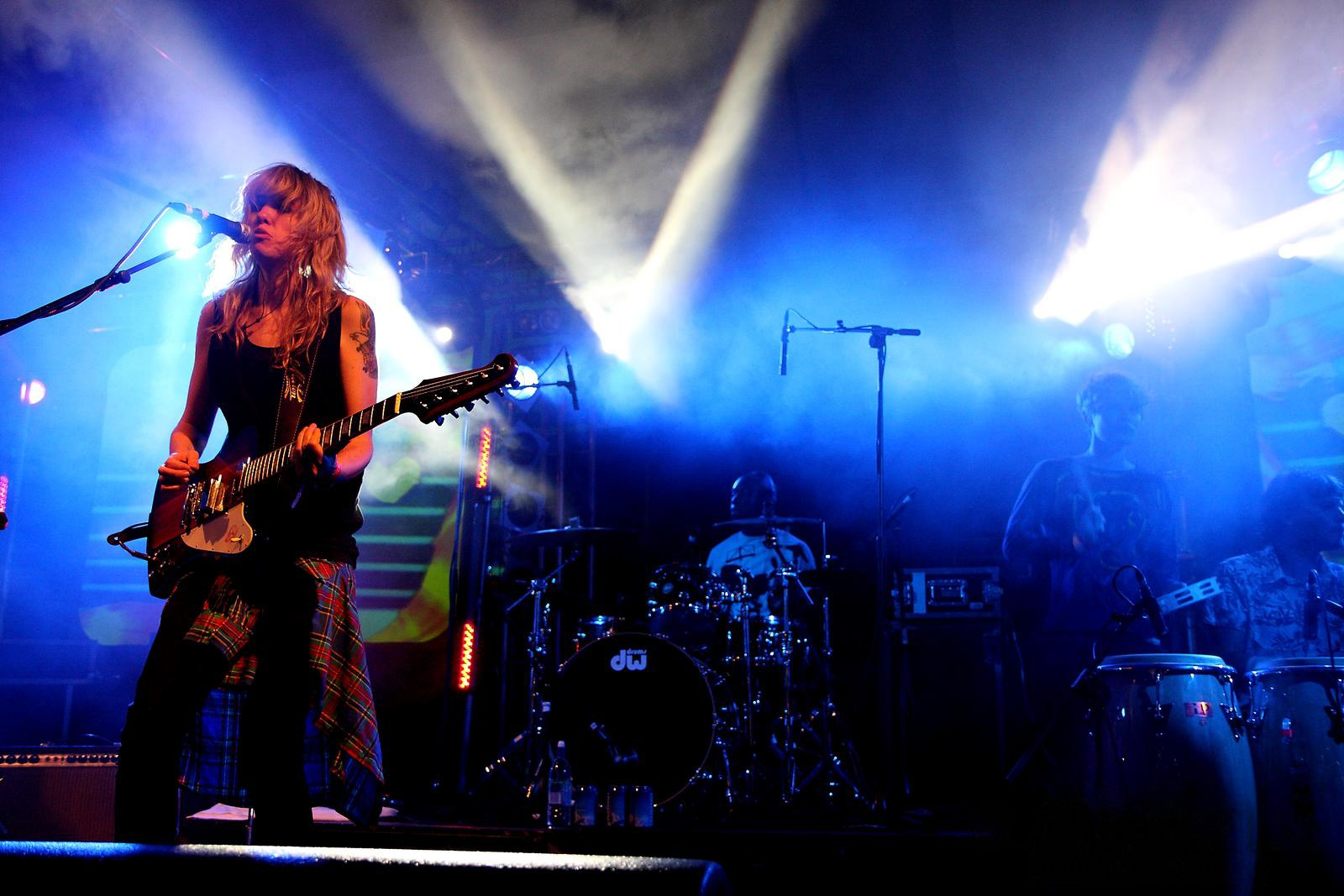
Ladyhawke aux Rythmes et Vines en 2009

Pip apparaît pour la première fois dans le Triple J Hottest 100 en 2008 : un classement établi par les auditeurs de la station de radio Triple J qui regroupe les 100 chansons préférées des Australiens. Trois chansons de Ladyhawke y figurent : My Delirium, à la 11e place, Paris is Burning à la 26e place et une chanson du groupe Pnau sur laquelle la voix de Ladyhawke figurait, Embrace, qui arrive à la 12e place. Elle affirme aussi être influencée par Electric Light Orchestra et déclare que leur album Time était un de ses albums préférés. Ladyhawke tire aussi son inspiration des années 1990. « Écouter Nirvana me fait revenir en arrière, à l'époque où j'avais quatorze ans, les groupes des années 1990 ont cet effet sur moi. ». Ladyhawke est comparée à la vague des femmes individualistes et androgynes, chanteuses de pop dans les années 1920.
Une édition limitée des singles Back of the Van est mise en vente sur eBay. Leurs dos sont peints à la main part Sarah Larnach et les fonds seront versés à une association qui reçoit des dons pour la maladie de Parkinson.
La chanson Paris is Burning est utilisée en tant qu'habillement sonore des défilés des maisons Chanel et Topshop en 2008.
Elle[Qui ?] apparaît dans un épisode d'une série britannique, la sitcom FM.
Après son premier album éponyme (2008), puis Anxiety (2012), son troisième album intitulé Wild Things est annoncé pour le 3 juin 2016. Deux clips lyriques signés Paul Robertson sont dévoilées le 10 mars — elles illustrent les titres A Love Song et Sweet Fascination, ce dernier étant le premier single de l'album. Le 13 mai est dévoilée le clip lyrique de Let It Roll, toujours signée du même artiste.
Un premier clip, illustrant A Love Song, est mis en ligne le 8 avril 2016. Un second clip, illustrant Wild Things, est mis en ligne le 20 juillet 2016.
Ladyhawke revient en 2021 avec le nouveau morceau brillant Guilty Love avec Broods (Georgia Nott), la première chanson issue du nouvel album très attendu qui sortira plus tard cette année. Hymne pop inspiré du glam rock, Guilty Love porte un message fort. La vidéo capture parfaitement les sentiments de la chanson et joue le scénario de deux filles qui fréquentent une école catholique pour filles qui ont des sentiments l'une pour l'autre, mais tout ce qui leur est enseigné dans cette école dit que leurs sentiments sont faux ou pas naturels. Le message final est que l'amour vaincra toujours la haine. Ladyhawke dit: «Guilty Love» est important pour Georgia et moi pour différentes raisons. Personnellement, en grandissant dans le système scolaire catholique, alors que j'arrivais à l'adolescence, j'ai commencé à ressentir une immense honte et un déni de ma sexualité. J'ai souffert de la peur constante d'être jugée et aliénée par mes amis et ma famille. Ces sentiments ont mis du temps à se dissiper et à se concrétiser. Guilty Love est un moyen de partager nos expériences et, espérons-le, d’aider quiconque vit la même chose à savoir qu’il n’est pas seul »
Après la sortie en mai dernier du morceau  Mixed Emotions, Ladyhawke sort le 8 octobre 2021 son nouvel album baptisé Time Flies.

## Tournées
Elle a tourné avec le duo des Ting Tings en février 2009 au Royaume-Uni. Elle se produit au festival South by Southwest 2009 et participe au Summer Party 2009 à l'Université de Nottingham. Elle assure notamment la première partie du groupe britannique Keane au Zénith de Paris en 2008.
Elle se produit à l’United Kingdom Tour en mai 2009. Le 29 mai 2009, elle se produit au Barclaycard Mercury Prize Sessions au club de Covent Garden. Le 2 août 2009, elle a joué à l'Underage Festival. Elle s'est aussi produit au festival de l'île de Wight et aux Latitude Festivals.

## Lesbianisme
Bien qu'ouvertement lesbienne, ses producteurs lui demandent de cacher son lesbianisme à son arrivée au Royaume-Uni.

## Discographie

### Albums studio
- 2008 : Ladyhawke (classé 47e au Royaume-Uni, 16e en Australie, sorti le 22 septembre 2008)
- 2012 : Anxiety
- 2016 : Wild Things
- 2021 : Time Flies

### Singles
- 2008 : Back of the Van
- 2008 : Embrace (avec PNAU)
- 2008 : Paris Is Burning, (sorti le 30 juin 2008)
- 2008 : Dusk Till Dawn/Danny and Jenny (sorti le 18 septembre 2008)
- 2008 : My Delirium (sorti le 8 décembre 2008)
- 2009 : Back of the Van (annoncé)
- 2009 : Magic
- 2012 : Black White and Blue
- 2016 : Sweet Fascination
- 2016 : A Love Song
- 2016 : Dangerous
- 2016 : Let It Roll
- 2016 : Wild Things
- 2021 : Guilty Love
- 2021 : Mixed Emotions

### EP
- 2008 : Dusk 'Till Dawn
- 2008 : Paris Is Burning / Back of the Van (The Remixes) (EP)

## Distinctions

### New Zealand Music Awards
| Année | Nommé       | Récompense                         | Résultat   |
| ----- | ----------- | ---------------------------------- | ---------- |
| 2009  | Ladyhawke   | Album de l'année                   | Lauréat    |
| 2009  | Ladyhawke   | Meilleur album dance / electronica | Lauréat    |
| 2009  | My Delirium | Single de l'année                  | Lauréat    |
| 2009  | Pip Brown   | Meilleure artiste féminine solo    | Lauréat    |
| 2009  | Pip Brown   | Artiste à succès de l'année        | Lauréat    |
| 2009  | Pip Brown   | International Achievement Award    | Lauréat    |
| 2009  | Pip Brown   | People's Choice Award              | Nomination |

### ARIA Music Awards
| Année | Travail     | Récompense                   | Résultat   |
| ----- | ----------- | ---------------------------- | ---------- |
| 2009  | Ladyhawke   | Artiste perçante – Album     | Lauréat    |
| 2009  | Ladyhawke   | Meilleure artiste            | Nomination |
| 2009  | Ladyhawke   | Meilleure couverture d'album | Nomination |
| 2009  | My Delirium | Single de l'année            | Nomination |
| 2009  | My Delirium | Artiste perçante – single    | Lauréat    |
| 2009  | Pip Brown   | Meilleure artiste féminine   | Nomination |

### Brit Awards
| Année | Nommé     | Récompense                 | Résultat   |
| ----- | --------- | -------------------------- | ---------- |
| 2010  | Pip Brown | Meilleure artiste féminine | Nomination |

### NMEAwards
| Année | Nommé     | Récompense             | Résultat   |
| ----- | --------- | ---------------------- | ---------- |
| 2009  | Pip Brown | Meilleure artiste solo | Nomination |

### MTV Australia Awards
| Année | Nommé     | Récompense         | Résultat   |
| ----- | --------- | ------------------ | ---------- |
| 2009  | Elle-même | Best Kiwi[Quoi ?]  | Nomination |
| 2009  | Elle-même | Independent Spirit | Nomination |